# Cmentarz jeńców radzieckich w Sanoku–Olchowcach
Cmentarz jeńców radzieckich w Sanoku–Olchowcach – cmentarz w Sanoku.
Cmentarz jest położony w sanockiej dzielnicy Olchowce w obrębie ulicy Mariana Zaremby i ulicy Wschodniej.
Na cmentarzu spoczęli jeńcy radzieccy, pochodzący z założonego podczas II wojny światowej w 1941 przez Niemców Stalagu (327) w Olchowcach, który istniał do 1944. Śmierć poniosło tysiące przetrzymywanych tam osób, wskutek głodu, chorób, a także w wyniku rozstrzelań, dokonywanych u kresu istnienia tej placówki w obliczu nadchodzącego frontu wschodniego. Wedle szacunków liczba ofiar wynosiła 20 000. Zmarli byli grzebani nieopodal stalagu na wzgórzu, gdzie potem założono cmentarz.
Według stanu z 1951 cmentarz miał powierzchnię około 3400 m² i było tam pochowanych około 1000 zwłok. Według późniejszych opracowań w 1956 ustanowiono cmentarz, w którym spoczywa ok. 10 000 ciał. Zostały ustanowione mogiły zbiorowe. Pośrodku cmentarza postawiono pomnik w formie obelisku, na którym według stanu z 1985 była tabliczka o treści 1944. Później umieszczono tablicę o treści: Pamięci pomordowanych radzieckich jeńców wojennych 1941–1944. Obszar nekropolii jest porośnięty wysokimi tujami.
W wyniku porozumienia oddziału miejskiego ZBoWiD z Lwowskim Komitetem Weteranów Wojny w 1974 została pobrana symbolicznie ziemia z cmentarza, umieszczona w urnie wykonanej w Sanockiej Fabryce Autobusów „Autosan” i przekazana stronie radzieckiej (z propozycją upamiętnienia wystąpiła pierwotnie szkoła średnia w Drohobyczu).
W okresie PRL opiekę nad cmentarzem sprawowała młodzież z Olchowiec. W 2003 cmentarz był remontowany. Cmentarz został wpisany do gminnego rejestru zabytków miasta Sanoka, opublikowanego w 2015.